# Помещиков, Владимир Васильевич
Влади́мир Васи́льевич Поме́щиков (27 декабря 1956, Томск) — советский футболист, полузащитник, советский и российский футбольный тренер. Мастер спорта СССР (1986).

## Биография
Воспитанник группы подготовки команды «Томлес» (позднее — «Торпедо», «Манометр», ныне — «Томь»). С 17-летнего возраста выступал за основной состав команды во второй лиге, играл на позиции диспетчера.
В середине 1978 года перешёл в клуб первой лиги «Кузбасс» (Кемерово), за два неполных сезона сыграл 27 матчей и забил 3 гола.
Летом 1979 года вернулся в томский клуб, где выступал до конца карьеры. Многие годы был капитаном команды. В чемпионатах СССР сыграл за «Томь» 392 матча и забил 37 голов, во всех турнирах — 413 матчей и 42 гола. Является одним из лидеров клуба по числу сыгранных матчей.
В последние годы игровой карьеры был играющим тренером клуба. В 1992—1995 годах работал главным тренером «Томи», под его руководством клуб в 1994 году завоевал серебряные медали зонального турнира второй лиги. Затем много лет входил в тренерский штаб команды, а в июне 2001 года снова исполнял обязанности главного тренера.